# Ши Пинмэй
Ши Пинмэй (кит. трад. 石評梅, упр. 石评梅, пиньинь Shí Píngméi; 20 сентября, 1902, Пиндин, провинция Шаньси — 30 сентября, 1928, Пекин), китайская писательница и поэтесса, общественный деятель, одна из лидеров феминистского движения в Китае.
Несмотря на недолгую жизнь — она прожила всего 26 лет — она широко известна в Китае как одна из «четырех талантливейших женщин Республики» (кит. трад. 民国四大才女, упр. 民國四大才女, пиньинь Mínguó sì dà cáinǚ), кроме неё в этот список вошли Чжан Айлин, Сяо Хун и Люй Бичэн.

## Биография
Ши Пинмэй родилась 20 сентября 1902 года в Тайюане. В отличие от Сяо Хун и Чжан Айлин, у неё с раннего детства сложились хорошие отношения с отцом. Он был чиновником государственного аппарата перед падением Цин, а все свободное время посвящал любимой дочери. Со слов писательницы, именно он научил её говорить, читал с ней конфуцианские тексты и разучивал стихи из Ши Цзина. Кроме того, она посещала учителей каллиграфии и музыки. Но это вовсе не означает, что отец ограничил её только лишь домашним образованием — Ши Пинмэй с отличием окончила младшую и среднюю школу для девочек родного города.
Любовь и старания отца не пропали даром, и в 1919 году Ши Пинмэй поступила в Высшее женское педагогическое училище города Пекина. Обучение в столице стало для юной девушки настоящим приключением — по всему Китаю шагало Движение Четвёртого Мая, а жизнь в Пекине кипела, постоянно подогреваемая революционными страстями. Тысячи молодых людей стекались в город: начинающие литераторы и художники, режиссёры и политические деятели, — но, что самое удивительное, среди них было немало женщин, жаждущих активной деятельности. В короткое время Ши Пинмэй знакомится и сходится со многими писательницами:Фэн Юаньцзюнь, Су Сюэлинь, Лу Инь, Лу Цзинцин и др.. В Пекине царит атмосфера веселья, свободы и вседозволенности, и молодая девушка попадает под её влияние: она участвует в поэтических вечерах, литературных собраниях, общественных заседаниях. И именно в этом окружении Ши Пинмэй начинает писать.
В 1923 году Ши Пинмэй заканчивает училище, но остаётся в средней школе, которая находилось при нём, как преподаватель китайского и физкультуры. В это время она прекрасно проявила себя не только как писательница, но и как талантливый педагог.
Она преподаёт в училище вплоть до самой смерти в 1928 году.

## Личная жизнь
В 1923 году она знакомится с Гао Цзюньюя. Сильный и порывистый, активист Движения Четвёртого Мая и коммунист, он произвёл на молодую девушку неизгладимое впечатление, и она не смогла устоять перед его обаянием. Молодой человек был уже женат, и она отказывала ему почти два года, пока в начале 1925 году он не заболел и не оказался прикованным к постели. Во время его болезни они сильно сближаются, но уже в марте он умирает на её руках. Гао Цзюньюй стал первой и последней любовью писательницы, а с его смертью она впала в долгую непрерывную депрессию. Многие её произведения этого периода были посвящены возлюбленному, как и эти стихи, написанные у его могилы:
Да, пусть слезы свернулись жемчужиной,
Я закончила тебе шарф.
Да, стремленья — фасолина алая,
Обессмертила нашу любовь.
Я бы в прах обратилась,
Я бы страсть отпустила с цепи,
Только чтобы с тобою встретиться,
Пусть — хотя бы в Аду.
Писательница переживала смерть Гао Цзюньюя вполоть до собственной смерти. Однако, её депрессия проявилась не в бездеятельном равнодушии — писательница, наоборот, с головой ушла в работу. Возможно, смерть любимого человека и стала одной из причин скорой кончины писательницы: она практически отказалась от отдыха, продолжала преподавать в училище, до позднего вечера просиживала в редакции, а по возвращении домой продолжала работать с книгами и статьями.

## Творчество
Из 26 лет жизни всего лишь шесть Ши Пинмэй отдала писательскому труду. И хотя наследие её умещается в двух небольших сборниках, оно очень разнородно — она успела примерить на себя роли прозаика и поэта, драматурга и публициста.
Кроме того, в она оставила после себя большое количество дневниковых и путевых заметок и писем, которые вошли в полное собрание сочинений, опубликованное только 1984—1985 годах в Пекине.
Стилистика Ши Пинмэй крайне неоднородна, хотя она была одним из активных участников за популяризацию разговорного языка байхуа и окончательный отказ от классического литературного языка, но в своих произведениях, особенно в поэзии, она неоднократно обращалась и к классическим литературным формам. Прозаические же произведения в основном были написаны на байхуа, при прослеживаются пекинские диалектные нормы.
За четыре года в училище она написала большую часть своих произведений. Сначала это были скромные статьи и эссе для местных журналов, но к концу обучения она становится уже редактором весьма известных на тот момент еженедельников «Женский журнал» («妇女周刊», «Фуню чжоукань») и «Роза» («蔷薇周刊», «Цяньвэй чжоукань»). Стоит заметить, что сам Лу Синь высоко оценил её вклад в развитие этих журналов и всего феминистического движения Китая в целом. Со временем начинают выходить и её собственные прозаические произведения, которые после смерти писательницы будут объединены в два её единственных сборника «Случайные наброски» («偶然草», «Оужань цай») и «Шум волн» («涛语», «Таоюй»).
Полное собрание сочинений, вышедшее в 1984—1985 годах в Пекине, состоит из трёх томов. Однако, безусловно, большую часть своего творческого потенциала писательница тратила не на создание собственных произведений, но на корректуру и редактуру статей и произведений других.

## Общественная жизнь
В ноябре 1924 года Ши Пинмэй совместно с Лу Цзинцин организовала выпуск приложения к «Столичной газете» («京报», «Цзинбао») — «Женского журнала» («妇女周刊», «Фуню чжоукань»), а в 1926 году становиться редактором феминистического издания «Роза» («蔷薇周刊», «Цяньвэй чжоукань»). Её вклад в борьбе за женские права сложно переоценить — она не только одновременно редактирует два наиболее влиятельных в этом вопросе пекинских издания, но и выступает организатором целого ряда мероприятий.
При этом её общественная деятельность распространяется не только на женский вопрос, она так же участвует в протестных акциях, митингах и демонстрациях против иностранной агрессии и оккупации Японией севера Китая, она неоднократно выступает в поддержку гражданских прав и свобод.
Кроме того, она внесла большой вклад в развитие женской литературы Китая — именно в её журналах в 20-х годах печаталось большинство женщин-писательниц. При этом он активно участвует и в литературной жизни столицы — выступает организатором литературного клуба, участвует в деятельности Общества изучения литературы, поддерживает связи со многими известными писателями того периода. Достоверно известно, что писательница поддерживала отношения с метром китайской литературы первой половины XX века — Лу Синем. В своих письмах и дневниках известный писатель давал деятельности и творчеству Ши Пинмэй чрезвычайно высокую оценку.
При этом политическая позиция писательницы до самой смерти остаётся достаточно размытой: несмотря на влияние коммуниста Гао Цзюньюя, она придерживается крайне умеренных точек зрения, считает, что реформы более эффективны нежели революция. Возможно, именно по этой причине активный интерес к писательнице возродился в КНР только в середине 80-х годов XX века.
Безусловно, Гао Цзюньюь оказал на Ши Пинмэй огромное влияние, и хотя после его смерти молодая женщина впадает в тяжелейшую депрессию она не оставляет и общественную жизнь. Она по-прежнему редактирует журналы, организует литературные вечера, участвует в демонстрациях и протестных движениях.

## Смерть и память
Ши Пинмэй разделила трагичную судьбу всех «четырёх талантливейших женщин Республики» — ни одна из них не умерла в семейном кругу, в окружении родных и друзей. 18 сентября 1928 года Ши Пинмэй почувствовала внезапную головную боль, но не придала ей большого значения — женщина в последнее время подолгу сидела за книгами и часто чувствовала усталость. Однако боль нарастала, и друзья уговорили писательницу лечь в больницу. 23 сентября она впала в кому, а врачи поставили диагноз — менингит. Через семь дней Ши Пинмэй скончалась, не приходя в сознание, в Пекинском объединённом госпитале.
Ши Пинмэй была похоронена там, где и завещала — рядом с Гао Цзюньюем. Через некоторое время после её смерти на их могиле был установлен совместный памятник, который представляет собой каменный барельеф, изображающий Гао Цзюньюня, обнявшего писательницу.
После её смерти несколько её друзей во главе с писательницами Лу Инь и Лу Цзинцин собрали работы молодой писательницы и опубликовали их за свой счет. Но эти сборники не получили большого распространения — сначала их можно было купить только в книжных лавках Шэньяна, через некоторое время они добрались до Пекина.
В середине 80-х наметился заметный интерес к творчеству писательницы были переизданы сборники конца 20-х годов, а в 1984—1985 составлено и издано полное собрание сочинений Ши Пинмэй. Кроме того, был опубликован целый ряд исследований, посвященный писательнице. Репринты этих работ переиздаются до сих пор. Однако, несмотря на признание таланта Ши Пинмэй, до сих пор остаётся немало белых пятен.
Переводы произведений Ши Пинмэй на иностранные языки носят крайне фрагментарный характер, известных переводов на русский язык нет.

## Избранный произведения
1. 《偶然草》(«Оужань цай», «Случайные наброски») (рассказы, очерки), 1929 (посмертное издание)
2. 《涛语》(«Таоюй», «Шум волн») (очерки), 1929 (посмертное издание)
3. 《石评梅选集》(«Ши Пинмэй сюаньцзи», «Избранные произведения Ши Пинмэй») (поэзия, очерки, рассказы), 1983
4. 《石评梅作品集•上中下》(«Ши Пинмэй цзопиньцзи: шан чжун ся», «Собрание сочинений Ши Пинмэй в трех томах») (проза, поэзия, дневники, письма), 1984—1985